# Ferpicloz
Ferpicloz (frp. Fèrpihyo, hist. Pichlen) – szwajcarska gmina (fr. commune; niem. Gemeinde) w kantonie Fryburg, w okręgu Sarine. 

## Demografia
W Ferpicloz mieszka 267 osób. W 2020 roku 15% populacji gminy stanowiły osoby urodzone poza Szwajcarią.

## Transport
Przez teren gminy przebiega droga główna nr 180.